# Elhanan Helpman

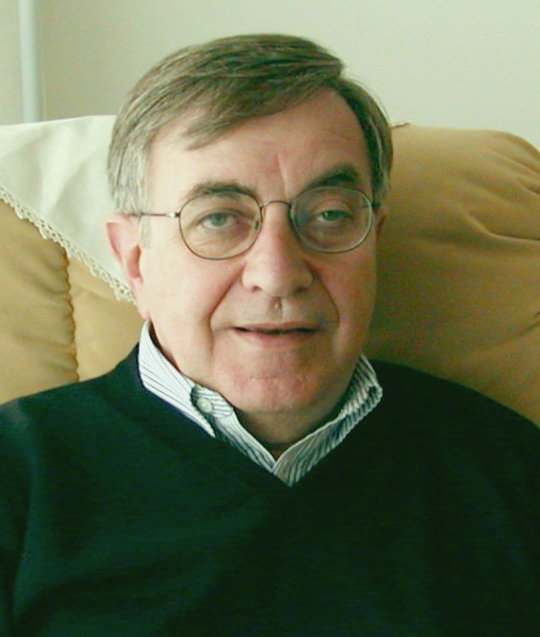
Elhanan Helpman

Elhanan Helpman (* 30. März 1946 in Dschalalabat, Kirgisische Sozialistische Sowjetrepublik, heute Kirgisien) ist ein israelischer Wirtschaftswissenschaftler. Er lehrt an der  Harvard-Universität internationalen Handel.

## Leben
Elhanan Helpman wurde in Dschalabad in der damaligen Sowjetunion geboren. 1957 zog er mit seinen Eltern nach Israel. Dort studierte er von 1966 bis 1969 an der Universität Tel Aviv Volkswirtschaftslehre. Sein Studium schloss er mit dem Bachelor of Arts und dem Prädikat Cum Laude ab. 1971 erlangte er den Master of Arts mit dem Prädikat Summa Cum Laude. Danach ging er in die USA, wo er 1971 bis 1974 an der Harvard-Universität seinen Ph. D. ablegte. Anschließend kehrte er nach Israel zurück, um dort an der Universität Tel Aviv als Dozent tätig zu sein. Dort wurde er 1978 außerordentlicher Professor. Drei Jahre darauf wurde er ordentlicher Professor und zugleich für ein Jahr Dekan des Wirtschaftsbereichs. 1988 wurde er Archie-Sherman-Professor für internationale Wirtschaftsbeziehungen. 1990 bis 1992 war er Direktor des Foerder Institute for Economic Research der Universität in Tel Aviv und parallel von 1991 bis 1992 Direktor des Sackler Institute for Economic Studies. 1997 erhielt er eine Professur in Harvard.

## Schriften
- mit Assaf Razin: A Theory of International Trade Under Uncertainty. Academic Press, New York NY u. a. 1978, ISBN 0-12-339650-6.
- als Herausgeber mit Assaf Razin und Efraim Sadka: Social Policy Evaluation: An Economic Perspective. Academic Press, New York NY u. a. 1983, ISBN 0-12-339660-3.
- mit Paul R. Krugman: Market Structure and Foreign Trade. Increasing Returns, imperfect Competition and the international Economy. MIT Press, Cambridge MA u. a. 1985, ISBN 0-262-08150-4.
- als Herausgeber mit Assaf Razin und Efraim Sadka: Economic E¤ects of the Government Budget. MIT Press, Cambridge MA u. a. 1988, ISBN 0-262-58090-X.
- mit Paul R. Krugman: Trade Policy and Market Structure. MIT Press, Cambridge MA u. a. 1989, ISBN 0-262-08182-2.
- als Herausgeber mit Assaf Razin: International Trade and Trade Policy. MIT Press, Cambridge MA u. a. 1991, ISBN 0-262-08199-7.
- als Herausgeber mit Michael Bruno, Stanley Fischer und Nissan Liviatan: Lessons of Economic Stabilization and its Aftermath. MIT Press, Cambridge MA u. a. 1991, ISBN 0-262-02324-5.
- mit Gene M. Grossman: Innovation and Growth in the Global Economy. MIT Press, Cambridge MA u. a. 1991, ISBN 0-262-07136-3.
- als Herausgeber mit Wilfred J. Ethier und J. Peter Neary: Theory, Policy and Dynamics in International Trade. Essays in Honor of Ronald W. Jones. Cambridge University Press, Cambridge u. a. 1993, ISBN 0-521-43442-4.
- als Herausgeber: General Purpose Technologies and Economic Growth. MIT Press, Cambridge MA u. a. 1998, ISBN 0-262-08263-2.
- mit Gene M. Grossman: Special Interest Politics. MIT Press, Cambridge MA u. a. 2001, ISBN 0-262-07230-0.
- als Herausgeber mit Efraim Sadka: Economic Policy in the International Economy. Essays in Honor of Assaf Razin. Cambridge University Press, Cambridge u. a. 2003, ISBN 0-521-81519-3.
- The Mystery of Economic Growth. Belknap Press of Harvard University Press, Cambridge MA u. a. 2004, ISBN 0-674-01572-X.
- mit Gene M. Grossman: Interest Groups and Trade Policy. Princeton University Press, Princeton NJ u. a. 2002, ISBN 0-691-09597-3 (In Chinesischer Sprache: 利益集团与贸易政策. China Renmin University Press, Beijing 2006, ISBN 7-300-06574-0).

## Preise
- 1989: Yavor-Preis (Horowitz Institute for Developing Countries)
- 1990: Mahalanobis Memorial Medal der Indian Econometric Society
- 1991: Israel-Preis
- 1995: Feher-Preis
- 1990: Bernhard-Harms-Preis des Instituts für Weltwirtschaft Kiel[1]
- 2002: EMET-Preis
- 2002: Rothschild-Preis
- 2002: William H. Riker Award, Best Book in Political Economy (The American Political Science Association)
- 2013: BBVA Foundation Frontiers of Knowledge Award

## Mitgliedschaften
- 1986 Econometric Society
- 1988 Israelische Akademie der Wissenschaften
- Israeli Economic Association (1989–91 deren Präsident)
- 1991 Ehrenmitglied der American Economic Association
- 1993 ausländisches Ehrenmitglied der American Academy of Arts and Sciences
- 2010 korrespondierendes Mitglied der British Academy[2]
- Europäische Ökonomische Vereinigung
- Royal Economic Society
- Indian Econometric Society